# Katherine Stinson
Pour les articles homonymes, voir Stinson.
Katherine Stinson (14 février 1891 – 8 juillet 1977) est une aviatrice américaine des débuts de l'aviation. Elle est la quatrième femme aux États-Unis à obtenir un certificat de pilote, qu'elle reçoit le 12 juillet 1912 à l'âge de 21 ans. Le 18 juillet 1915, elle devient la première femme à réaliser un looping. Elle est également la première femme autorisée à transporter du courrier par voie aérienne aux États-Unis. Son frère Edward Stinson (en) a fondé la Stinson Aircraft Company en 1920.

## Biographie
Katherine Stinson est née le 14 février 1891 à Fort Payne dans l'Alabama. Jeune fille, elle développe un intérêt pour la musique et envisage de partir étudier en Europe pour devenir pianiste. Afin de financer son projet, elle décide de devenir pilote après avoir remarqué que certains cascadeurs pouvaient gagner jusqu'à 1 000 $ par jour. Après avoir convaincu ses parents, elle se tourne vers Max Lillie (en), pionnier de l'aviation devenu instructeur à Chicago, pour lui apprendre à piloter. Celui-ci refuse dans un premier temps mais accepte de l'emmener avec lui en avion. Après quelques heures de vol avec lui, elle prend les commandes et pilote en solo. Lillie accepte ensuite de lui enseigner quelques techniques de vol acrobatique.

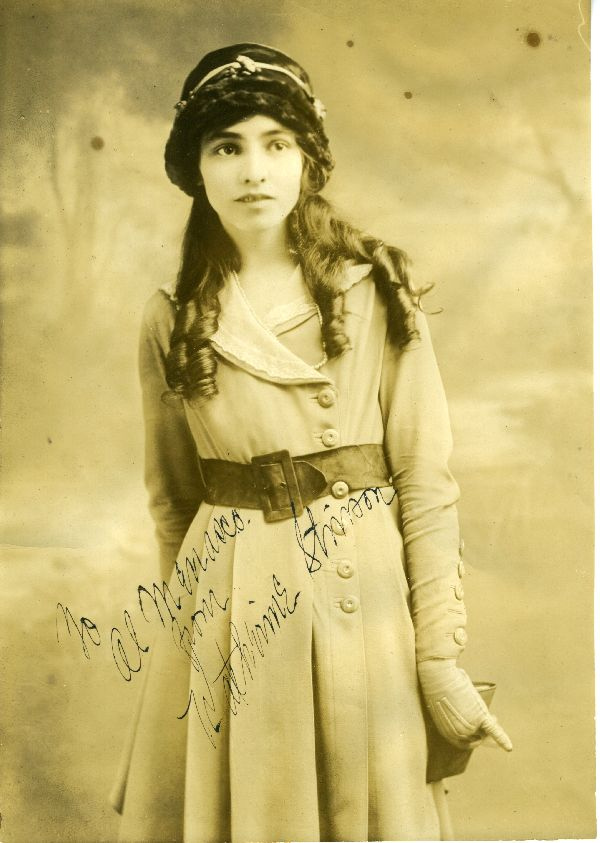
Katherine Stinson.

Elle obtient sa licence de pilote le 12 juillet 1912, devenant ainsi la quatrième femme américaine à en recevoir une. Sous le nom de « Flying Schoolgirl », elle parcourt le pays et se montre dans des spectacles aériens. En 1913, Stinson et sa mère fondent la Stinson Aviation Company à Hot Springs dans l'Arkansas, tandis qu'elle inspire ses frères, Jack et Eddie (en), et sa sœur, Marjorie (en), qui deviennent également pilotes. Elle s'installe ensuite à San Antonio au Texas pour y retrouver Lillie qui a obtenu l'autorisation de l'armée pour transformer le terrain de parade du fort Sam Houston en terrain d'aviation. Sa famille la rejoint et ils fondent ensemble la Stinson School of Flying.
Au cours de sa carrière, elle établit plusieurs records et réalise plusieurs premières : elle est la première personne à voler de nuit ; la première femme et la quatrième personne aux États-Unis à réaliser une boucle et également la première femme à voler en Orient. En 1917, elle établit un record de distance de 980 km en volant de San Diego à San Francisco puis lorsque la poste américaine développe une poste aérienne, Stinson est la première femme à intégrer l'équipe de pilotes.
Durant la Première Guerre mondiale, elle se porte volontaire lorsque l'armée fait appel aux pilotes pour participer à l'effort de guerre mais elle est refusée parce qu'elle est une femme. Sa proposition de conductrice d'ambulances est cependant acceptée.
Stinson revient ensuite s'installer à Santa Fe au Nouveau-Mexique et se lance dans la conception de maisons inspirées des pueblos et des missions espagnoles. Elle épouse Miguel Otero, Jr. en 1928 mais le couple n'a pas d'enfant. Elle meurt le 8 juillet 1977 à Santa Fe et est enterrée au cimetière national de Santa Fe.